# Agrilus floridanus
Agrilus floridanus är en skalbaggsart som beskrevs av George Robert Crotch 1873. Agrilus floridanus ingår i släktet Agrilus och familjen praktbaggar. Inga underarter finns listade i Catalogue of Life.